# اتافدرین
اتافدرین (انگلیسی: Etafedrine) یا اتیل‌افدرین یک گشادکننده برونش طولانی اثر است و نام تجاری آن Nethaprin است. قبلاً هم به‌عنوان پایه رایگان و هم به‌عنوان نمک هیدروکلراید شرکت Sanofi-Aventis (اکنون سانوفی) در دسترس بود، اما اکنون دیگر به بازار عرضه نمی‌شود.

## فارماکولوژی
این دارو برخلاف افدرین و تیرامین، اتافدرین باعث آزادسازی اپی‌نفرین یا نوراپی‌نفرین نمی‌شود و در عوض به عنوان آگونیست انتخابی گیرنده آدرنرژیک β۲ عمل می‌کند و در نتیجه اثرات گشادکننده برونش را واسطه می‌کند.